# Comté de Poinsett
Pour les articles homonymes, voir Poinsett.
Le comté de Poinsett est un comté de l’État de l’Arkansas, aux États-Unis. Au recensement de 2010, il comptait 24 583 habitants. Son siège est Harrisburg.

## Démographie
| 1840  | 1850  | 1860  | 1870  | 1880  | 1890  |
| ----- | ----- | ----- | ----- | ----- | ----- |
| 1 320 | 2 308 | 3 621 | 1 720 | 2 192 | 4 272 |

| 1900  | 1910   | 1920   | 1930   | 1940   | 1950   |
| ----- | ------ | ------ | ------ | ------ | ------ |
| 7 025 | 12 791 | 20 848 | 29 695 | 37 670 | 39 311 |

| 1960   | 1970   | 1980   | 1990   | 2000   | 2010   |
| ------ | ------ | ------ | ------ | ------ | ------ |
| 30 834 | 26 822 | 27 032 | 24 664 | 25 614 | 24 583 |